# هدئ من روعك
هدئ من روعك (بالإنجليزية: Hold your horses)‏ عبارة إنجليزية تعني «انتظر، تمهل.»، ترتبط العبارة تاريخيا بالفروسية.